# Nilea perplexa
Nilea perplexa là một loài ruồi trong họ Tachinidae.